# Jules Horrent
Jules Horrent (Seraing, 11 de abril de 1920 - Neuville, Francorchamps, Stavelot, 11 de septiembre de 1981) fue un romanista y medievalista belga, galardonado con el Premio Francqui de Ciencias Humanas en 1968 por su obra filológica. Trabajó en estudios románicos, hispánicos, italianos y portugueses.

## Biografía
Horrent fue alumno de Maurice Delbouille y de 1942 a 1948 su ayudante en Lieja. Se licenció en 1942 con la tesina Recherches sur les poèmes indépendents de la "Folie Tristan", y se doctoró en 1947 con la tesis Recherches sur "La Chanson de Roland" dans les littératures de la péninsule ibérique, inédita, y en 1949 pasó la prueba de Agrégation de l'Enseignement Supérieur (habilitación como profesor universitario) con la tesis La chanson de Roland dans les littératures française et espagnole au Moyen age (París, 1951), una ampliación de su tesis doctoral para la cual recibió una beca del Fonds National de la Recherche Scientifique belga a fin de viajar a España y Portugal para consultar manuscritos y bibliotecas. De 1952 a 1956 fue profesor encargado de curso y desde 1956 catedrático de Lenguas y Literaturas Románicas en la Universidad de Lieja.
Desde 1971 Horrent enseñó lenguas románicas, así como historia literaria española, hispanoamericana, italiana, portuguesa y brasileña en Lieja. Fue galardonado con el Premio Francqui de ciencias y humanidades en 1968, la mayor distinción científica de su país, en presencia del rey Balduino. Desde 1973 fue miembro de la Académie royale de Belgique y desde 1979 fue correspondiente de la Real Academia de la Lengua Española. Fue distinguido con el grado de comandante de la Orden de la Corona belga.
Interesado en particular por la epopeya medieval europea, opuesto a la teoría del neotradicionalismo y partidario de la individualista, como hispanista hizo una edición del Cantar de Mio Cid en dos volúmenes y estudió el fragmento que ha subsistido del Cantar de Roncesvalles. Anotó además el cantar La peregrinación de Carlomagno, una gesta en francés.

## Obras
- Roncesvalles, étude sur le fragment de cantar de geste conservé à l'Archivo de Navarra (Pampelune), Paris 1951
- Le Pèlerinage de Charlemagne. Essai d'explication littéraire avec des notes de critique textuelle, Paris 1961
- Historia y poesía en torno al "Cantar del Cid", Barcelona 1973
- Chanson de Roland et Geste de Charlemagne, 2 vols., Heidelberg 1981–1985 (Grundriss der romanischen Literaturen des Mittelalters 3 A 1)
- Ed. del Cantar de mío Cid, 2 vols. Gent, 1982.